# Révolte de la marine argentine en 1963

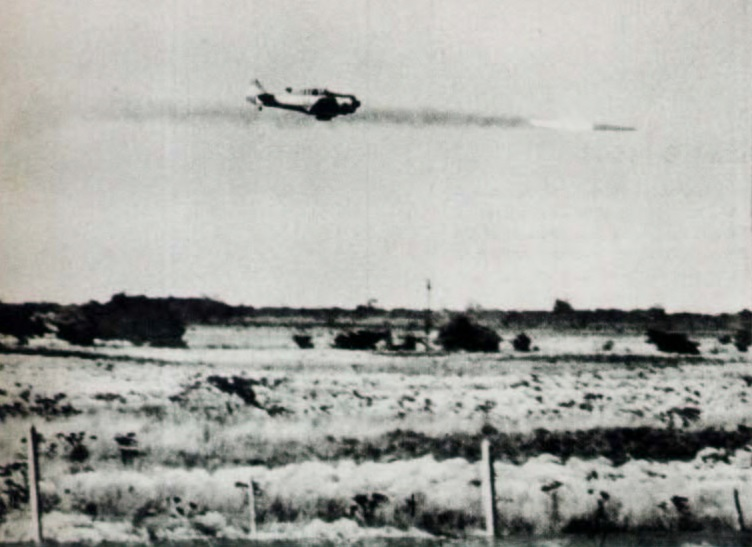
North American T-6 Texan de la marine argentine tirant des roquettes contre une colonne de l'armée de terre le 2 avril 1963.

La révolte de la marine argentine en 1963 est un coup d’État manqué qui dura du 2 au 3 avril 1963.
Il est organisé par des officiers de la marine argentine qui voulaient que le gouvernement s’oppose fermement à la participation politique des Péronistes. La rébellion ne reçut que peu de soutien de l’armée de terre et de l’air, qui la réprimèrent après des combats faisant 24 morts. Les élections argentines de 1963 eurent lieu en juillet comme prévu, et la marine argentine vit son influence politique diminuer.

## Le contexte
En 1955, le gouvernement de Juan Perón, qui jouissait autrefois d’un soutien populaire important, est renversé par un coup d’État militaire connu sous le nom de Revolución Libertadora. Le nouveau gouvernement, soutenu par l’armée, interdit la participation aux affaires des politiciens péronistes. Cependant, l’armée se trouve progressivement de plus en plus divisée entre les Azuelas (les bleus), prônant une participation limitée des péronistes en vue de préserver une apparence de légitimité, et les Colorados (les rouges), s'opposant fermement à ces derniers et à d’autres partis de gauche, et militant en faveur d'une prise de pouvoir militaire absolue.
À la suite de victoires péronistes aux élections locales de 1962, le Président Arturo Frondizi doit quitter le pouvoir, laissant la place à José María Guido, qui remet en vigueur l'interdiction de participation aux élections de tout candidat s'affichant ouvertement péroniste. 
Néanmoins, les Azuelas, menés par le Général Juan Carlos Onganía, consentent à organiser des élections présidentielles en 1963 permettant la participation de candidats anciennement péronistes. 

## Le complot
Début 1963, des officiers haut placés des trois armes de l’armée argentine décident ensemble d'organiser un coup d'état pour empêcher l’élection de juillet. On compte dans leurs rangs Isaac Rojas (ancien vice-président), le général Benjamín Menéndez, le général Federico Montero (es), l’amiral Arturo Rial, l’amiral Carlos Sanchez Sanudo, et le général de brigade aérienne Osvaldo Lentino. 
Le 24 mars 1963, les conspirateurs finalisent leur programme de gouvernement dans une « Doctrina di Gobierno » de 16 pages, qui comprend : la mise en place d’une politique économique libérale, la décentralisation administrative, l’anticommunisme, et la suppression des syndicats et des mouvements étudiants. Les conspirateurs ont choisi le 2 avril comme date du coup d'état et recrutent des officiers dans cette optique.

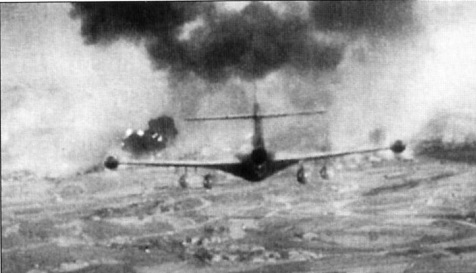
F9F Panther de l’aéronavale argentine attaquant une colonne de l’armée de terre argentine durant la révolte de la marine argentine en 1963.

## La révolte du 2 avril
Le jour du coup d'état, les commandants des bases navales clés (Puerto Belgrano (es), Mar del Plata, base navale de Rio Santiago et Punta Indio) déclarent leur soutien aux putschistes, tout comme 68 officiers d'active. Le quartier général de la marine et l’École du génie mécanique naval sont contrôlés rapidement, ainsi que la station de radio de Buenos Aires. A Puerto Belgrano, l’amiral Jorge Palma obtient la reddition du 5e régiment d'infanterie sous la menace d'une attaque par les forces de la Marine.
Les putschistes ont peu d'appui dans l'armée de l'air dont seuls 13 officiers d'active rejoignent le mouvement (bases de Aeroparque dans la capitale, Reconquista et Mar del Plata). Ces trois bases repassent rapidement sous le contrôle des loyalistes, qui bombardent la station de radio de Buenos Aires, alors aux mains des putschistes, à l'aide d'avions MS.760. 
Les putschistes ont plus d'appui dans l'armée de terre, où 129 officiers d'active rejoignent leurs rangs, dont les commandants d'unités importantes. Néanmoins, la majorité de ces officiers se trouvent alors dans des unités en garnison loin de la capitale qui toutes capituleront au bout de deux jours. Les loyalistes mobilisent les troupes de l'armée de terre en garnison à Campo de Mayo pour reprendre, à Buenos Aires, la station de radio, le QG de la Marine et l'Aeroparque. Les leaders putschistes, accompagnés par des troupes de marines, s'enfuient alors par navire vers Puerto Belgrano. Le 3 avril, des unités de l’armée de terre reprennent les bases navales à La Plata et à Rio Santiago, dont le personnel a également fui à Puerto Belgrano.
Les combats les plus rudes ont lieu quand le 8e régiment de blindés argentin (es), sous le commandement du colonel López Aufranc (es) attaque la base navale de Punta Indio. Le commandant de la base, le capitaine Santiago Sabarots, envoie des F9F Panther, des AT-6 Texan et des F4U Corsair de l'aéronavale argentine bombarder la colonne blindée qui avançait dans sa direction, détruisant une douzaine de tanks Sherman Firefly, et provoquant 9 morts et 22 blessés, et perdant trois avions.
À huit heures du matin, le 3 avril, l’armée de l’air argentine riposte et Punta Indio est frappée par une force composée de F-86 Sabre, de Gloster Meteor et de MS.760 qui détruisent cinq avions de la marine au sol. Le 8e régiment de blindés entre finalement dans la base de Punta Indio, mais la trouve abandonnée, son personnel ayant fui vers le Paraguay en laissant derrière eux 5 morts et 4 blessés.

## La reddition de la révolte
Pendant ce temps, des éléments de la 6e division d'infanterie de montagne encerclent le dernier bastion rebelle à Puerto Belgrano. Souhaitant éviter une guerre civile, l’amiral Palma propose de se rendre, mettant fin ainsi au putsch, à condition que Puerto Belgrano ne soit pas occupée et que la Marine puisse garder ses forces navales et aériennes.
Les secrétaires des armées de l’air et de terre, le nouveau secrétaire de la marine, l’amiral Eladio Vázquez (es), commandant de la flotte de haute mer (qui n’avait pas appuyé le putsch) et le Président Guido, acceptent ces conditions. Il leur reste à convaincre le général Juan Carlos Ongania qui refuse tout d'abord de faire cesser l'attaque sur Puerto Belgrano, avant de céder devant l'insistance du Président Guido.

## La situation après le coup d'état
Les conditions finales de l’accord mettant fin à la rébellion sont définies le 5 avril. Au total, 19 soldats de l’armée de terre et 5 fusiliers marins ont été tués et 87 hommes ont été blessés pendant le putsch.
La Marine doit limiter l'effectif de son infanterie de marine à 2 500 hommes, dispersés sur diverses bases navales, et des troupes de l’armée de l’air occupent la base aéronavale de Punta Indio. Tous les officiers impliqués dans le coup d'état passent en jugement et 292 officiers de l’armée argentine sont inculpés. Parmi eux, 80 prennent la fuite et 73 sont innocentés ou voient les plaintes les visant retirées ; les autres sont condamnés à des peines allant de six mois à neuf ans de prison, et le cas échéant à des rétrogradations. 
La même année, le 12 septembre 1963, le Président Guido annonce l'amnistie générale de tous les putschistes.
Les élections argentines de 1963 se déroulent comme prévu le 7 juillet, et les divisions parmi les péronistes (parmi lesquels beaucoup ont rendu un bulletin blanc) et dans le parti au pouvoir permettent la victoire du centriste Arturo Umberto Illia. 
Ce dernier légalise par la suite la participation politique des péronistes, et en 1966, le général Juan Carlos Onganía, dirige la révolution argentine qui voit la mise en place d'une dictature militaire qui mènera, dans les années 1970, une répression violente connue sous le nom « guerre sale ».